# Valeri Serra i Boldú
Valeri Serra i Boldú (Castellserà, l'Urgell, 1875 - Barcelona, 1938) ha estat un dels més destacats estudiosos del folklore català i el seu treball publicat ha permès la salvació d'una part important del llegat cultural popular de les terres de parla catalana.
A la vila de Bellpuig, on visqué durant uns quants anys, es va instituir el "Premi Valeri Serra i Boldú" per a treballs inèdits en qualsevol aspecte de la cultura popular.
Passà la infantesa a Linyola i estudià a les Escoles Pies de Balaguer; després es traslladà a Barcelona, on, a la tutela dels mateixos escolapis, feu Peritatge Mercantil en el Col·legi Calassanci i sembla que seguí també algun estudi de Dret.
A Barcelona, fou col·laborador de la revista Lo Teatro Regional, conegué mossèn Jacint Verdaguer i, sota la seva influència, reorientà els primers interessos literaris envers el folklore religiós. Deixeble i col·laborador de mossèn Cinto a les revistes La Creu del Montseny (1899-1900) i Lo Pensament Català, tingué fortes idees religioses i també catalanistes (en la línia de la Unió Catalanista).
El mateix any de la mort de Verdaguer es casà amb Petra Forné i Gili i s'instal·là a Bellpuig, on feu de representant de la casa d'assegurances La Royal de Londres, fundà i dirigí el setmanari Lo Pla d'Urgell (1912-1921), i, a través del setmanari, participà i prengué partit en les qüestions econòmiques, polítiques i religioses de l'època. Mitjançant la revista, publicà diverses sèries d'articles que després tornà a imprimir com a llibres: Los regs d'Urgell. Contribució a l'estudi dels remeis que necessiten (1914), Calendari Folklòric d'Urgell (1915) i Mossen Jacinto Verdaguer. Recorts dels set anys darrers de sa vida, seguits de una impressió sobre la causa dels seus infortunis (1915).
El 1919 es traslladà a Barcelona, on treballà a l'Escola Superior d'Agricultura i a la revista Agricultura. Passà després a l'administració de la Generalitat i, també, a treballar com a redactor a La Vanguardia, encarregat de la secció de Llotja. Instal·lat definitivament a Barcelona amb la família, publicà nombrosos articles de temàtica de folklore, així com importants reculls, especialment de rondalles. Fou el primer president de l'associació Amics dels Goigs, publicà l'obra més destacable de la bibliofília catalana del segle xx, el Llibre d'Or del Rosari a Catalunya (Impremta Oliba de Vilanova, 1925), i emprengué també la publicació d'una revista específica de folklore, Arxiu de Tradicions Populars (set números entre 1928 i 1935).
Com a obres de tema estrictament bellpugenc, cal destacar el seu estudi Lo convent de Bellpuig (1908), reelaborat després a El Monasterio de Bellpuig (1918), i la Geografia de Bellpuig (1918), així com articles sobre Bellpuig i sobre el sepulcre de Ramon de Cardona a L'Abella d'Or i a La Vanguardia.
Després de la guerra civil, es recuperà pòstumament una part de la seva obra (articles periodístics sobre folklore, de caràcter divulgatiu), en castellà, amb Fiestas y tradiciones Populares en Catalunya (1949). I, després de la celebració a Bellpuig del centenari del seu naixement (el 1974), assistim a una recuperació general i reedició de les seves obres de folklore.
A Bellpuig, el col·legi públic porta el seu nom, l'institut de secundària "Lo Pla d'Urgell" agafà la denominació del setmanari que Valeri Serra impulsà des de la vila, i també s'hi va instituir el "Premi Valeri Serra i Boldú" al 1989 per a treballs inèdits de qualsevol aspecte de la cultura popular, en les seves categories absoluta, i infantil i juvenil.

## Obra

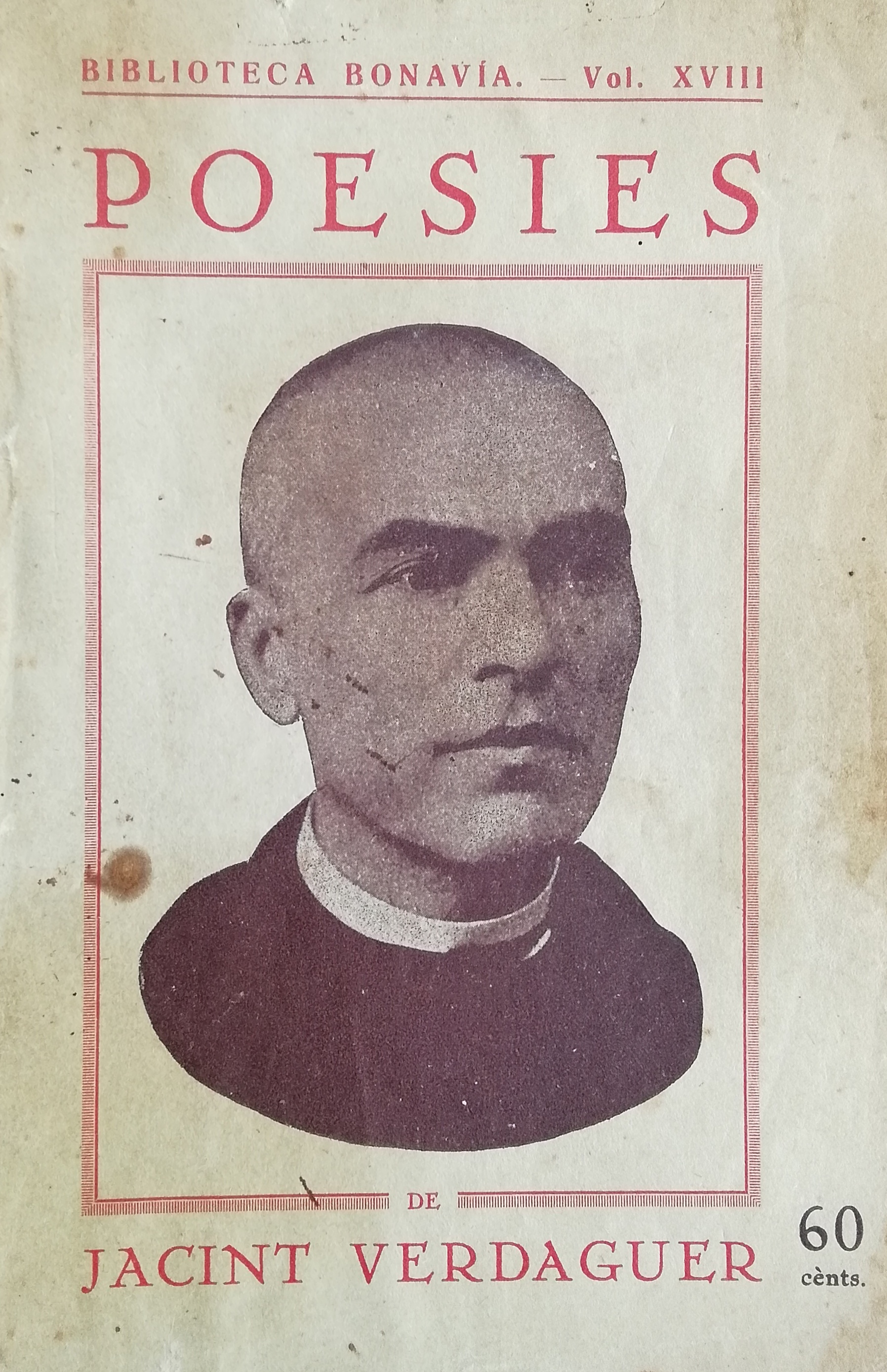
Gràcies a l'amistat i mestratge de Jacint Verdaguer, Valeri Serra va escriure el pròleg, del tot reeixit, d'aquesta antologia pòstuma a Mossen Cinto, publicada l'any 1923

- Gràcies a l'amistat i mestratge de Jacint Verdaguer, Valeri Serra va escriure el pròleg, del tot reeixit, d'aquesta antologia pòstuma a Mossen Cinto, publicada l'any 1923Lingüística popular. Edicions Polígrafa
- Notes per a una geografia folklòrica de Catalunya
- Culte popular a la Mare de Déu
- Tradicions. Article dins Catalunya, any II, núm. XXVI, febrer 1904
- Tres cansons de cullir aulives. Article dins Catalunya, any II, núm. XXVI, febrer 1904
- Corrandes tòpiques. Article dins Catalunya, any II, núm. XXVI, febrer 1904
- Cansons de bres. Article dins Catalunya, any II, núm. XXVI, febrer 1904
- Jochs de nenes. Article dins Catalunya, any II, núm. XXVI, febrer 1904
- Cançons de pandero, cançons de ronda. J. J. de Olañeta. Col·lecció "Arxiu de Tradicions Populars, 12"
- Lo Pla d'Urgell. Revista-setmanari que va sortir entre 1912 i 1919
- Calendari folklòric d'Urgell, 1915. Publicacions de l'Abadia de Montserrat (Barcelona, 1981). Col·lecció "Biblioteca Abat Oliba, 20"
- Llibre popular del rosari. Folklore del Roser, 1917. Publicacions de l'Abadia de Montserrat (Barcelona, 1988). Col·lecció "Biblioteca Serra d'Or, 77"
- Festes i tradicions populars de Catalunya, 1918. Publicacions de l'Abadia de Montserrat (Barcelona, 1986). Col·lecció "Biblioteca Serra d'Or, 62"
- Folklore de la pagesia, 1918. Publicacions de l'Abadia de Montserrat (Barcelona, 1987). Col·lecció «Biblioteca Serra d'Or, 68»
- Enigmística popular. Endevinalles i altres jocs d'esperit, 1922. Edicions Polígrafa
- Aplec de rondalles, 1922. Publicacions de l'Abadia de Montserrat (Barcelona, 1985). Col·lecció "Club de Butxaca, 15"
- Rondalles meravelloses, 1924. Ed. Catalana (Barcelona)
- El llibre d'or del rosari a Catalunya, 1924
- Arxiu de Tradicions Populars, I-VII, 1928. J. J. de Olañeta, Ed. (Barcelona, 1981). Edició facsímil
- Compendio de agricultura. Nociones científicas y saber popular, 1928. Seix i Barral, Ed. (Barcelona)
- El pare Sant Francesc i la tradició popular catalana, 1928. Ed. Franciscana (Barcelona)
- Paraules proemials a Geografia popular, 1928. Article dins Arxiu de Tradicions Populars, I, pàg. 27-29
- La matança del porc, 1928. Article dins Arxiu de Tradicions Populars, I, pàg. 41-50
- Els folkloristes que perdem, 1928. Article dins Arxiu de Tradicions Populars, III, pàg. 188-190
- Rondalles populars, I, 1931. Publicacions de l'Abadia de Montserrat (Barcelona, 1987). Col·lecció "Club de Butxaca, 52"
- Rondalles populars, II, 1931. Publicacions de l'Abadia de Montserrat (Barcelona, 1984). Col·lecció "Biblioteca Serra d'Or, 47"
- Folklore infantil, 1931. Article dins Folklore y costumbres de España, vol. II, 1931, pàg. 537-589
- Rondalles populars, III, 1932. Publicacions de l'Abadia de Montserrat (Barcelona, 1985). Col·lecció "Biblioteca Serra d'Or, 51"
- Rondalles populars, IV, 1933. Publicacions de l'Abadia de Montserrat (Barcelona, 1985). Col·lecció "Biblioteca Serra d'Or, 54"
- Leyendas taumatúrgicas. Referidas a los pequeños, 1933. Ed. Araluce (Barcelona)
- Costumbres religiosas, 1933. Article dins Folklore y costumbres de España, vol. III, 1933, pàg. 505-662
- El pescador de Barcelona. Contes per a infants, 1933. Ed. Fortuna (Barcelona)
- Elogi del saber de la pagesia. Algunes frases que el blat i l'ordi han proporcionat al llenguatge, 1937. Article dins Curiositats de Catalunya, vol. II (Barcelona)